# Cal Delgado (la Curullada)
Cal Delgado és una casa del poble de la Curullada, al municipi de Granyanella (Segarra) inclosa en l'Inventari del Patrimoni Arquitectònic de Catalunya.

## Descripció
Es tracta d'una casa unifamiliar situada en un carrer del nucli antic del poble, just sota el castell de La Curullada.

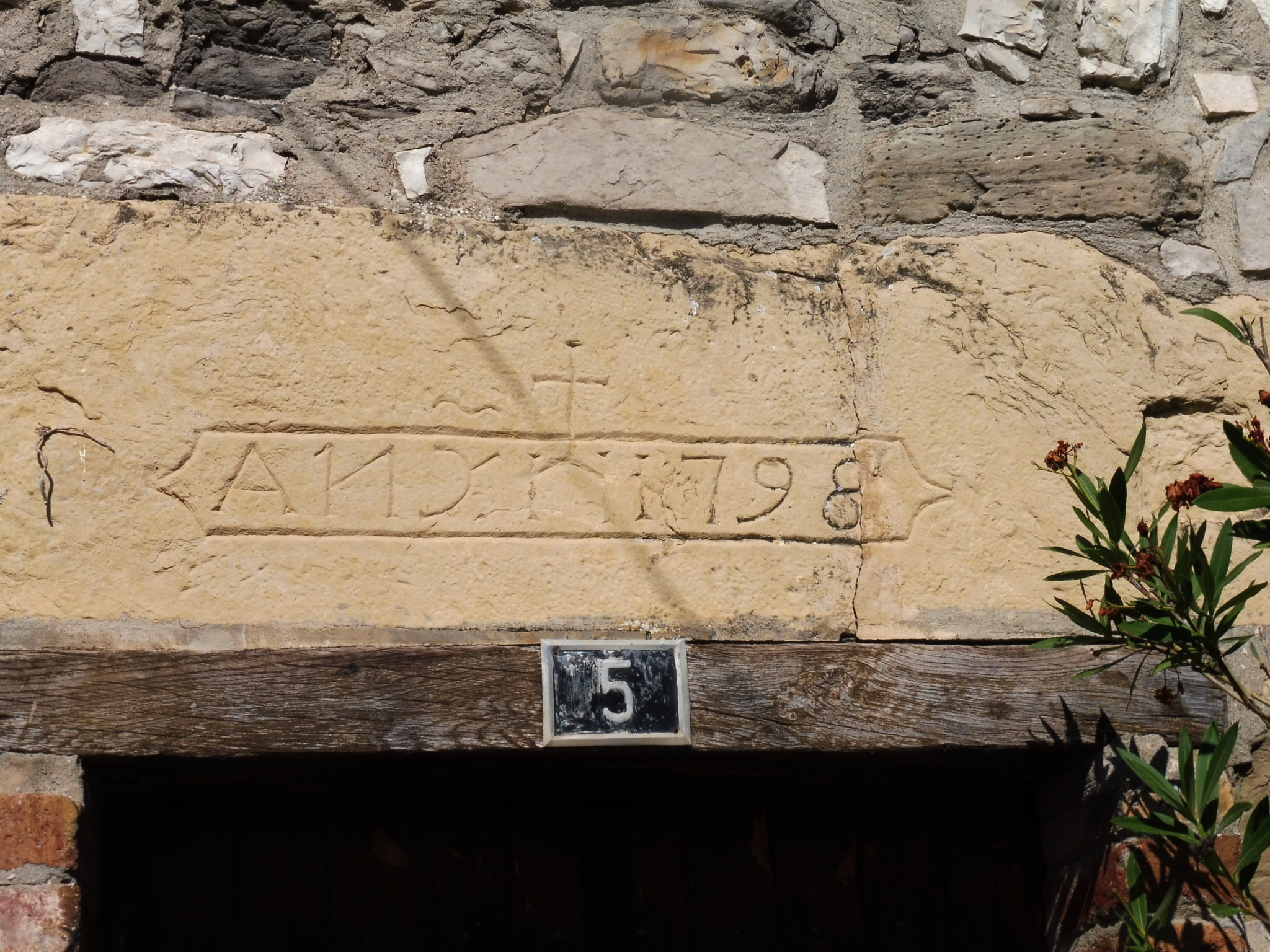
Llinda de la porta

La casa està formada per una planta baixa, segurament dedicada antigament a les tasques agrícoles i en la que es veuen restes d'antigues obertures a l'exterior en forma d'arcs de mig punt, actualment tapiades, i dos pisos superiors els quals presenten dues obertures a l'exterior cadascun, mentre que al primer pis hi ha una finestra i un balcó treballats de forma més acurada, al segon pis hi trobem dues finestres de menors dimensions i de factura menys acurada.
L'element més destacable és la llinda situada sobre la porta, que registra l'any de construcció de la casa mitjançant epigrafia, any 1798, que juntament amb aquesta informació trobem un dibuix molt rudimentari que representa una casa amb una creu a sobre, com a símbol de protecció i benedicció. Cal destacar que és l'únic element original que conserva la porta, ja que per sota d'aquest trobem una petita biga de fusta, afegida posteriorment, així com els brancals realitzats amb maó.